# Біотрансформація
Біотрансформація (англ. biotransformations) — будь-яке хімічні перетворення речовин, до якого причетні живі організми чи ензими. Протилежність до абіотичних перетворень.
Біотрансформація — це хімічна модифікація (або модифікації), внесені організмом на хімічну сполуку. Якщо ця модифікація закінчується мінеральними сполуками, такими як вуглекислий газ, амоній, або вода, біотрансформація називається біомінералізація.
Біотрансформація означає хімічні зміни хімічних речовин, таких як поживні речовини, амінокислоти, токсини та наркотики в організмі. У біотрансформації ксенобіотиків може домінувати токсикокінетика, а метаболіти можуть досягати більш високих концентрацій в організмах, ніж їхні вихідні сполуки. Останнім часом його застосування розглядається як ефективний, економічно ефективний та легко застосовний підхід до валоризації сільськогосподарських відходів з потенціалом посилення існуючих біоактивних компонентів та синтезу нових сполук.

## Інтернет-ресурси
- Biotransformation of Drugs [Архівовано 9 лютого 2021 у Wayback Machine.]
- Biodegradation, Bioremediation and Biotransformation [Архівовано 27 травня 2013 у Wayback Machine.]
- Microbial Biodegradation
- Biotransformation and Bioaccumulation in freshwater invertebrates [Архівовано 30 вересня 2013 у Wayback Machine.]
- Ecotoxicology & Models [Архівовано 27 грудня 2021 у Wayback Machine.]